# 202 f.Kr.

## Händelser

### Efter plats

#### Karthago
- Då Hasdrubal Gisko anklagas för förräderi av karthagerna efter att han har blivit besegrad av romarna i slaget på stora slätterna begår han självmord för att undvika att bli lynchad av en karthagisk pöbel.
- 19 oktober – Slaget vid Zama (13 mil sydväst om Karthago) avslutar det andra puniska kriget och krossar till största delen Karthagos makt. Romerska och numidiska styrkor, under den romerske generalen Publius Cornelius Scipios och hans numidiske allierade Masinissas befäl, besegrar en styrka bestående av karthager och deras numidiska allierade, under Hannibals befäl, och tvingar Karthago att kapitulera. Hannibal förlorar 20.000 man i nederlaget, men lyckas undgå Masinissas förföljelse.

#### Romerska republiken
- Tiberius Claudius Nero och Marcus Servilius Pulex Geminus blir konsuler i Rom.
- Efter slaget vid Zama får den romerske generalen Publius Cornelius Scipio tillnamnet "Africanus" som ett erkännande för sina prestationer i Nordafrika mot Karthago.

#### Egypten
- Den egyptiske regenten och försteministern Sosibios drar sig tillbaka och Agathokles, en annan medlem av den härskande gruppen, blir Ptolemaios V:s förmyndare.
- Agathokles styre får guvernören Tlepolemos av Pelusion (Egyptens östligaste stad) att agera. Tlepolemos marscherar mot Alexandria, där hans anhängare driver fram en pöbel, som tvingar Agathokles att avgå.
- Den egyptiske pojkkungen Ptolemaios V uppmanas av en pöbel, som kräver hämnd mot hans moder Arsinoe III:s mördare, att gå med på att Agathokles skall dödas. Därför letar pöbeln upp och dödar Agathokles och hans familj. Tlepolemos övertar Agathokles plats som regent, men han visar sig snart vara inkompetent och avlägsnas.
- Under denna tid av förvirring och förändring inom Egyptens ledning gör seleukidernas kung Antiochos III och hans arméer allvarliga intrång i egyptiskt territorium vid Koilesyrien.

#### Kina
- Kung Liu Bang av Han besegrar Xiang Yu av Västra Chu i slaget vid Gaixia, vilket gör slut på kampen mellan Västra Chu och Han. Liu Bang utropar sig själv till kejsare av Kina och inleder därmed officiellt Handynastin.
- Byggandet av den nya kinesiska huvudstaden Chang'an inleds.
- Liu Bang ger området i den nuvarande Fujianprovinsen till Wuzhu att styra över som sitt kungarike. Wuzhu låter då börja bygga sin egen huvudstad Ye (Fuzhou).
- Byggandet av Changsha inleds.

## Födda
- Han Wendi, kejsare av den kinesiska Handynastin

## Avlidna
- Xiang Yu, kinesisk rebellgeneral mot Qindynastin samt sedermera ärkefiende till Liu Bang under inbördeskriget mellan Qin- och Handynastierna (född 232 f.Kr.)
- Hasdrubal Gisko, karthagisk general som har kämpat mot Rom i Iberien och Nordafrika under det andra puniska kriget, vanligtvis ansedd som son till Gisko (självmord)